# Антонов, Евгений Митрофанович
Евгений Митрофанович Антонов (19 июня 1929, Московская область — 9 ноября 2010, Москва) — советский военачальник, командир 11-го корпуса ПВО 2-й отдельной армии ПВО (1974—1975), первый заместитель командующего 1-й армией ПВО особого назначения ордена Ленина Московского округа ПВО (1975—1978), генерал-майор.

## Биография
Родился 19 июня 1929 года в городе Перово Московской области (ныне — в составе города Москва).
На военной службе — с 1947 года. В 1950 году окончил Горьковское училище зенитной артиллерии и был назначен на должность командира взвода 244-го гвардейского зенитного артиллерийского полка Московского района ПВО. В 1957 году окончил Военную артиллерийскую командную академию (ныне — Михайловская военная артиллерийская академия) в городе Ленинград (ныне — Санкт-Петербург).
В 1957—1960 годах — старший офицер отдела боевой подготовки штаба зенитной артиллерии (с 1960 года — зенитных ракетных войск, ЗРВ) Московского округа ПВО (МО ПВО). В 1960—1962 годах — командир 1-го зенитного ракетного дивизиона 236-го зенитного ракетного полка 17-го корпуса ПВО особого назначения, а в 1962—1966 годах — старший офицер оперативного отдела штаба 1-й армии ПВО особого назначения (1А ПВО ОсН) МО ПВО (штаб армии — в городе Балашиха Московской области).
В 1966—1968 годах — командир 387-го зенитного ракетного полка 16-го корпуса ПВО МО ПВО в городе Арзамас-16 Горьковской области (ныне — город Саров Нижегородской области). В 1968—1969 годах — начальник ЗРВ 7-го корпуса ПВО МО ПВО (штаб корпуса — в городе Брянск).
С сентября 1969 года по август 1970 года участвовал в боевых действиях во Вьетнаме в должности начальника штаба советских военных специалистов (СВС) ЗРВ и военного специалиста при начальнике Штаба ПВО и ВВС Вьетнамской народной армии (ВНА).
Ознакомившись с обстановкой, действиями противника и возможностями ПВО ВНА, Е. М. Антонов сделал вывод, что необходимо срочно установить причины низкой эффективности (18 ракет на одну сбитую цель) стрельб зенитными ракетными комплексами (ЗРК) С-75 по низколетящим целям (БПЛА). Евгений Митрофанович обобщил опыт боевых стрельб за весь 1969 год и провел с офицерами, входящими в состав группы СВС, их тщательный анализ, результаты которого и рекомендации были доведены на специальных сборах до старших специалистов зенитных ракетных полков. После сборов СВС было проведено большое количество занятий по боевому применению ЗРК в сложных условиях и наиболее актуальным вопросам теории стрельбы ЗУР. Также были проведены занятия с командованием войск ПВО и ВВС ВНА. Результаты работы СВС по повышению эффективности ПВО сказались уже в ближайшее время. До 20 БПЛА были уничтожены в декабре 1969 и первые месяцы 1970 года с эффективностью до 8 зенитных управляемых ракет на одну сбитую цель. Кроме того, впервые за всю войну во Вьетнаме был сбит стратегический бомбардировщик (В–52) — при стрельбе вдогон на фоне активных помех.
В 1970 году зачислен слушателем Военной академии Генерального штаба Вооружённых Сил СССР имени К. Е. Ворошилова (ныне — Военная академия Генерального штаба Вооружённых Сил Российской Федерации), которую окончил в 1972 году.
В 1972—1974 годах — командир 5-й дивизии ПВО 10-й отдельной армии ПВО (штаб дивизии — в городе Петрозаводск). В 1974—1975 годах — командир 11-го корпуса ПВО 2-й отдельной армии ПВО (штаб корпуса — в городе Барановичи Брестской области Белорусской ССР, ныне Белоруссии).
В 1975—1978 годах — первый заместитель командующего 1-й армией ПВО особого назначения ордена Ленина Московского округа ПВО.
В 1978—1992 годах — старший преподаватель кафедры оперативного искусства ПВО Военной академии Генерального штаба Вооружённых Сил СССР имени К. Е. Ворошилова.
Избирался депутатом Верховного Совета Белорусской ССР 9-го созыва (1975—1980), членом Брестского обкома Компартии Белоруссии.
С 1992 года генерал-майор Е. М. Антонов — в запасе, а затем в отставке.
С 1996 года — ведущий научный сотрудник Всесоюзного научно-исследовательского института МЧС России.
С 1997 по 2009 год — главный специалист и ведущий научный сотрудник Центра военно-стратегических исследований Генерального штаба Вооруженных Сил Российской Федерации.
Жил в Москве. Умер 9 ноября 2010 года. Похоронен в Москве на Перовском кладбище.
Доктор военных наук. Профессор. Действительный член Академии военных наук.
Воинские звания:
- генерал-майор артиллерии (08.05.1974);
- генерал-майор (26.04.1984).

## Награды
- орден Красного Знамени;
- орден Красной Звезды;
- орден «За службу Родине в Вооружённых Силах СССР» 2-й степени;
- орден «За службу Родине в Вооружённых Силах СССР» 3-й степени;
- медали СССР и Российской Федерации;
- орден «За боевой подвиг» 3-й степени (Вьетнам);
- медаль «За сплочённость в борьбе против американских агрессоров» (Вьетнам).